# Psychotria turbinella
Psychotria turbinella är en måreväxtart som beskrevs av Johannes Müller Argoviensis. Psychotria turbinella ingår i släktet Psychotria och familjen måreväxter. Inga underarter finns listade i Catalogue of Life.